# Zouk
A zouk [ejtsd: zuk] szónak több jelentése létezik. Egyrészt a Francia-Antillákon buli-t jelent, és az onnan származó karibi zenei és a hozzá kapcsolódó társastánc-stílus neve, másrészt a Brazíliában a lambada táncból kialakult ma már egyezményesen brazil zouk-nak nevezett érzéki társastánc rövidebb neve. Ezt a stílust a gyökerei miatt régebben zouk-lambadának vagy lambazouknak is nevezték.

## A brazil zouk táncról
A brazil zouk [ejtsd: zuk] egy érzéki társastánc, mely világszerte rengeteg ember szívét meghódította már. Gyakran emlegetik a szerelem táncaként (Dance of Love) vagy a hullámok táncaként. A külső szemlélőt hamar elvarázsolja a zouk tánc lendületes áramlása, zeneisége, a hosszú forgások, a szabadon repülő hajkoronák, illetve a mellkaskörökben, döntésekben, csípőhintákban, testhullámokban rejlő érzékiség. Kívülről nézve is érzékelhető a zouk táncosok között jelen lévő magas fokú bizalom és összhang, amely a látványos mozdulatok kivitelezéséhez szükséges. Belülről pedig igazán gyönyörű élmény és felemelő érzés ezt a kapcsolódást megélni, odaadóan, alázattal, a zenére és egymásra hangolódva, a tánc nyelvén társalogva, együtt megalkotni táncunkat. Kifejezetten látványos és egyedi jellemzői a táncnak a szinte állandó hullámzó-áramló mozgás, és a döntött fejjel végzett hosszú forgatások, melyek kihívás elé állítják a táncosokat. Ám itt meg kell jegyezni, hogy a brazil zouk a "fejmozdulatok" nélkül is táncolható és élvezetes a tánc lendületessége, kreatív zeneisége és a partnerek kapcsolódása miatt.
Az internetes videó-megosztó portálok népszerűségének növekedésével a táncstílusok egyre nagyobb mértékben hatnak egymásra, így már a kizombában, a west coast swing-ben és a sensual bachatában is egyre több zoukos eredetű mozdulatot lehet felfedezni az adott stílushoz igazítva. Ahogy a zouk is kölcsönöz figurákat, technikákat pl. a salsából, a west coast swing-ből, a kortárs táncból vagy a hiphopból.
Bár a különböző zenei stílusokhoz alkalmazkodva különböző ritmikával és eltérő dinamikával értelmezhetjük a zouk táncot, annak alapjai és felépítése ugyanaz, mint ami a 90-es években megszületett. Nagyon jellemző rá, hogy a zenét igyekszik a mozgás nyelvére fordítani, „kitáncolni”. Emiatt egy-egy tánc merőben különbözhet egymástól a mozdulatok jellegében és folytonosságában is. A mozgás lehet nyugodt, szelíden vagy lendületesen áramló, de szaggatott, lüktető is. A tánc hangulata lehet játékos, vidám, vagy romantikus, gyengéden érzéki, meditatív, de akár vadul túlfűtött is. A lehetőségek tárháza igen széles.
A zouk tánc – a jelentős zenei átfedések miatt is – kitűnően ötvözhető a kizomba és a west coast swing stílusokkal, melyekre szintén jellemző a folyamatos kapcsolódás, az improvizáció, és hangsúlyos a zenetáncolás.

## Zenék, amelyekre brazil zoukot lehet táncolni
Egy brazil zouk partiban nagyon változatos a zenei kínálat. A tévhitekkel ellentétben nem csak kizomba zene szól, sőt a tradicionális karibi zouk dalok is ritkán csendülnek fel. Ma már helyénvalóbb zoukolhatónak (zoukable) nevezni a hallott zenék nagy részét. Jellemzően kortárs pop és R&B slágerek vagy azok zoukolható remixei, kizomba, latin pop, dubstep, chillstep, hiphop és orientális (iráni, arab, stb.) dalok, illetve érzelmes soul és akusztikus számok váltják egymást. A zenei stílusok megoszlása országonként, kontinensenként, de közösségenként is eltérő lehet. Nyelvi és kulturális okokból Brazíliában például nagyobb arányban szól kizomba zene a bulikban, míg Európában kevesebb a portugál és több az angol nyelvű dal.
Mivel a zene ritmusától függően a lépések máshová jöhetnek ki a zenei számoláshoz képest, ezért jellemző, hogy a táncórákon a tumm-csik-csi hangutánzó szócskákat használják a zene modellezésére a máshol megszokott számolás helyett. A tumm a mélydobot, a csik és a csi pedig valamiféle magasabb hangfekvésű ütős hangszert, például a cintányért utánozza. A zouk tánc és a zene kapcsolatából általában külön zeneiség (musicality) témájú órákon tanulhatnak többet a táncosok.
A 2020-as év elején elindult az első online zouk rádió I Heart Zouk Radio Archiválva 2021. szeptember 24-i dátummal a Wayback Machine-ben néven, melyen zouk DJ-k játszanak éjjel-nappal a világ minden tájáról, köztük DJ Mesmes is hazánkból.

## A brazil zouk tánc eredete és irányzatai
A brazil zouk a Brazíliában honos lambada táncból alakult ki. Amikor a 90-es évek elején, amikor a lambada zene csillaga már leáldozott, akkor a táncosok kerestek helyette egy másik zenei stílust, amire táncolhatják táncukat, s rátalálltak a karibi zouk zenei stílusra, melyet francia kreol nyelven énekelnek.
A tipikus zouk ritmus (tumm-csik-csi) egy Kassav nevű híres zenekar révén időközben eljutott Angolába és a Zöldfoki-szigetekre is, és nagy hatást gyakorolt az ottani zenei és táncos kultúrára, amely végül a helyi zenei stílusokból a kizomba és ghetto zouk zene kialakulásához vezetett. Ezek a stílusok az internet révén visszajutottak Brazíliába, ahol főleg zoukot táncolnak rájuk.
A lambada tánc a karibi zouk zene használatával Brazília több tartományában egyszerre, külön úton fejlődött tovább, ezért különböző irányzatai alakultak ki. Ma, 2018-ban három fő irányzatot különböztetnek meg, viszont mindenképpen meg kell jegyezni, hogy ez a felosztás nem örökéletű, mert mindegyik stílus él, fejlődik tovább, és folyamatosan kölcsönhatásba is lépnek egymással, ahogy más fejlődő táncokkal is. A különböző zenei stílusok hatása is észrevehető a fejlődésük során. Emellett folyamatos a vita arról, hogy kell-e egyáltalán kategorizálni a brazil zouk irányzatait, stílusait, és ha igen, akkor hogyan.

### Lambazouk vagy Porto Seguro stílus
Az első és legrégebbi stílus a lambazouk vagy Porto Seguro stílus, amelyben a lambada sok vonása erős maradt: a tánc tele van életörömmel, a lábmunka gyors és folyamatos. A táncosok szinte nem is állnak meg, végig lépik az alap ritmust, a zene hangsúlyaival összhangban mozognak, sok lengő, hintázó csípő- és testmozdulattal, mély döntésekkel, éles kiállásokkal, melyeket sokszor ostorszerű hajmozgás kísér. Nagyon jellemző, hogy körkörösen egymást kerülgetve, sok helycserével és forgással táncolják, időnként vizuális vezetést is alkalmazva, gyakran a zouk ritmust tapsolva, a táncot nyújtott kezes propellerszerű mozdulatokkal díszítve.

### Tradicionális zouk avagy Rio-i stílus
A második és egyben legelterjedtebb irányzat, a tradicionális zouk avagy Rio-i stílus, úgy alakult ki, hogy lassabb zenéket is elkezdtek használni, melyek több időt adtak a mozdulatok kivitelezésére, így a meglévők mellé újakat alkottak a táncosok. A hagyományos zoukra jellemző az érzéki és romantikus hangulat, a könnyed, puha, folytonosan áramló mozgás és a magasfokú zeneiség. Az alapritmuson túl a zene dinamikáját, tempóváltásait, a szüneteket, a kiállásokat lassításokkal, gyorsításokkal, nyújtásokkal hangsúlyozzák, és a dallamokat is érzékeltetik. A kontrakciók, gördülő körkörös csipő- mellkas- és fejmozgások, és a széles, kígyózó testhullámok gyakoriak ebben az irányzatban. A gyors lábmunka már elmarad. Manapság már nehéz tisztán hagyományos zouk videókat találni.

### Modern zouk
A harmadik, modern zouk irányzathoz tartoznak az olyan egyéb stilizált ágak, mint a neozouk, a kortárs zouk, R&B zouk, stb. Ez a legfiatalabb és a legváltozatosabb irányzat. Azok a táncosok formálják, akik hagyományos zouk táncukba beépítenek más stílusokból, például a hiphopból, utcai táncokból, kortárs táncból, salsából, kontakt táncból, west coast swing-ből hozott táncos és ritmikai elemeket. Gyakran összetett mozdulatokat, variációkat alkalmaznak. A gyors folyamatos lábmunka itt sem jellemző, sokkal hangsúlyosabb a zeneiség. Jellemzők a testhullámok, -csavarások, ellensúllyal dolgozó figurák, és a díszítések, amelyek közben sokszor lépésszünetet tartva, egy helyben mozogva “táncolják ki” a zenét. A modern zoukot változatos ritmikával és dinamikával táncolják. Előfordul az is, hogy a zene egy részében vagy egészében nincs jelen ritmushangszer, és csak a dallamra táncolnak. Ezt szokás lírikus zouk stílusnak nevezni.

## Brazil zouk Magyarországon
Kis hazánkban a zouk élet elindítása Ronaldo Magalhães de Aguiar brazil táncos és tánctanár nevéhez és az ő – akkori nevén – Ronaldo Dance Tánciskolájához fűződik. 2022 óta Bécsben él, Magyarországon rendszeres táncórákat nem tart, de minden tavasszal megrendezi a Zouk Fever Budapest Fesztivált, melyen körülbelül 150 hazai és külföldi táncos szokott részt venni minden évben. Tanítványai igyekszenek továbbvinni a brazil zoukos közösséget, és terjeszteni e gyönyörűséges tánc szeretetét.
Budapesten csoportos órákat jelenleg a Brazilian Zouk Budapest tart, magánórát a Zouk Amigos Budapest is. Néhány havonta külföldi tanárokat is meghívnak tanítani egy-egy hétvége erejéig, hogy a részt vevő hazai zouk táncosok még tovább fejlődhessenek, és táguljon a látókörük.
Debrecenben az Euphoria Dance Studioban van lehetőség zoukot tanulni.
Rendszeres bulikat 2015 óta a Zouk Amigos Budapest és DJ Mesmes rendez Budapesten. alkalmanként külföldi tanárokat is meghívva tanítani, hogy ezzel is tovább fejlődhessenek a hazai zouk táncosok.
A hazai zoukos eseményekről a Közös Zouk Naptárból, a Let’s Zouk Hungary Facebook csoportból és a Brazilian Zouk Events in Budapest & Hungary oldalt követve, és a tánciskolák Facebook oldalairól tudsz legkönnyebben értesülni.